# زلت (عشر ستاق)
زلت (بالفارسية: زلت) هي قرية تقع في إيران في قسم عشر ستاق الريفي. يقدر عدد سكانها بـ 197 نسمة بحسب إحصاء 2016.